# ابو شوشه، قنا
ابو شوشه (به عربی: أبو شوشة)، روستایی از توابع شهرستان ابو تشت در استان قنا و کشور مصر است.

## جمعیت
براساس سرشماری سال ۲۰۰۶ مصر، جمعیت آن ۱۱۷۰۱ نفر(۵۸۱۸ مرد و ۵۸۸۳ زن) بوده‌است.